# Schlosser (Familienname)
Schlosser ist ein im deutschen Sprachraum verbreiteter Familienname folgender Personen:

## Namensträger

### A
- Adolfo Schlosser (1939–2004), österreichischer Maler, Bildhauer und Dichter
- Alfred Schlosser (1929–2023), österreichischer Bildhauer
- Anja Schlosser, deutsche Sängerin (Mezzosopran)
- Anna Schlosser-Keichel (* 1951), deutsche Politikerin (SPD)
- Axel Schlosser (* 1976), deutscher Jazzmusiker

### C
- Christian Friedrich Schlosser (1782–1829), deutscher Pädagoge und Publizist
- Christiane Schlosser (* 1960), deutsche Bildende Künstlerin
- Christine Schlosser (* 1961), deutsche Übersetzerin
- Cornelia Schlosser (1750–1777), deutsche Briefautorin, Schwester von Johann Wolfgang von Goethe

### D
- Dieter Schlosser (* 1955), deutscher Fußballtorwart
- Dirk Berg-Schlosser (* 1943), deutscher Politikwissenschaftler und Hochschullehrer
- Doris Schlosser (* 1944), deutsche Marathonläuferin

### E
- Erasmus Carl Schlosser (1696–1773), deutscher Jurist, Hofbeamter und Politiker
- Eric Schlosser (* 1959), US-amerikanischer Journalist und Autor
- Ernst Schlosser (1898–nach 1960), deutscher Jurist und Wirtschaftsfunktionär

### F
- Franz Schlosser (1872–1942), deutscher Offizier und Kolonialbeamter
- Franz Schlosser (Fußballspieler), österreichischer Fußball-Nationalspieler
- Friedrich Schlosser (1859–nach 1907), deutscher Verwaltungsjurist
- Friedrich Christoph Schlosser (1776–1861), deutscher Historiker

### G
- Gary Schlosser (1938–2018), US-amerikanischer Filmproduzent und  Filmschaffender
- Georg Schlosser (1846–1926), deutscher Theologe
- Gerhard Berg-Schlosser (1913–1996), deutscher Arzt und Ornithologe
- Günther Schlosser (* 1928; † 1994 (?)), deutscher Pädagoge und Hochschullehrer
- Gustav Schlosser (1826–1890), deutscher Geistlicher und Publizist
- Gustav-Adolf Schlosser (* 1935), deutscher Chirurg und Hochschullehrer

### H
- Hannes Schlosser (* 1951), österreichischer Journalist, Sachbuchautor und Fotograf
- Hans Schlosser (Mediziner) (1901–??), deutscher Mediziner und SS-Standartenführer
- Hans Schlosser (Rechtswissenschaftler) (* 1934), deutscher Rechtswissenschaftler und Hochschullehrer
- Heinrich Schlosser (1874–1942), deutscher Theologe und Heimatforscher
- Heinz Schlosser (1922–2001), deutscher Sportfunktionär
- Hermann Schlosser (1889–1979), deutscher Kaufmann und Manager
- Hieronymus Peter Schlosser (1735–1797), deutscher Jurist und Politiker
- Horst Dieter Schlosser (1937–2024), deutscher Philologe

### I
- Ignaz Schlosser (1893–1971), österreichischer Kunsthistoriker
- Imre Schlosser (1889–1959), ungarischer Fußballspieler

### J
- Joe Schlosser (* 1958), deutscher Schriftsteller
- Johann Schlosser (Pfarrer) (vor 1590–nach 1656), deutscher Pfarrer
- Johann Albert Schlosser (auch Johan Albert Schlosser; um 1733–1769), niederländischer Arzt und Naturforscher
- Johann Friedrich Heinrich Schlosser (genannt Fritz; 1780–1851), deutscher Jurist und Schriftsteller
- Johann Georg Schlosser (1739–1799), deutscher Jurist, Schriftsteller und Historiker
- Johann Ludwig Schlosser (Theologe, 1702) (1702–1754), deutscher Theologe und Pastor
- Johann Ludwig Schlosser (Theologe, 1738) (1738–1815), deutscher Theologe und Schriftsteller
- Johann Philipp Schlosser (1613–1675), deutscher Theologe und Pfarrer, siehe Philipp Schlosser (Pfarrer, 1613)
- Johannes Schlosser (1804–1882), Schweizer Pädagoge
- Josip Schlosser von Klekovski (1808–1882), österreichischer Mediziner und Naturwissenschaftler
- Julius von Schlosser (1866–1938), österreichischer Kunsthistoriker

### K
- Karl Schlosser (Politiker, 1807) (1807–1876), tschechisch-österreichischer Politiker, Mitglied des Österreichischen Abgeordnetenhauses
- Karl Schlosser (Politiker, 1876) (1876–1952), deutscher Mediziner und Politiker (SPD), Bürgermeister von Frankfurt am Main
- Katesa Schlosser (1920–2010), deutsche Ethnographin, Afrikanistin und Religionswissenschaftlerin
- Kurt Schlosser (1900–1944), deutscher Bergsteiger, Sänger und Widerstandskämpfer

### L
- Ludwig Heinrich Schlosser (1663–1723), deutscher Geistlicher, Lehrer und Liederdichter
- Lutz Schlosser (* 1965), deutscher Künstler und Musiker
- Lydia Schlosser (1897–1988), deutsche Widerstandskämpferin

### M
- Manfred Schlosser (1934–2013), deutscher Chemiker
- Marcel Schlosser (Breakdancer) (* um 1979), deutscher Breakdancer
- Marcel Schlosser (Fußballspieler) (* 1987), deutscher Fußballspieler
- Marianne Schlosser (* 1959), deutsche Theologin
- Markus Schlosser (* 1972), Schweizer Motorradrennfahrer
- Max Schlosser (Sänger) (1835–1916), deutscher Sänger (Tenor)
- Max Schlosser (Paläontologe) (1854–1932), deutscher Geologe und Paläontologe
- Max Schlosser (Politiker) (1894–1968), deutscher Politiker (SPD, SAPD, SED)
- Michael Schlosser (* 1954), deutscher Bibliothekar und Archivar

### O
- Otto Schlosser (Fotograf) (1880–1942), tschechischer Fotograf
- Otto Schlosser (Maler) (1924–2011), deutscher Maler und Grafiker
- Otto Schlosser (Sozialwissenschaftler) (1937–2012), deutscher Sozialwissenschaftler

### P
- Patrizia Schlosser (* 1986), deutsche Reporterin, Journalistin, Podcasterin und Filmemacherin
- Peter Schlosser (Jurist) (* 1935), deutscher Jurist und Hochschullehrer
- Peter Schlosser (Maler) (1941–2016), deutscher Maler und Kunstpädagoge
- Peter Schlosser (Physiker) (* 1955), deutscher Physiker und Geowissenschaftler
- Peter Schlosser (E-Sportler) (* 1982), deutscher E-Sportler
- Pieter Schlosser (* 1980), guatemaltekisch-US-amerikanischer Komponist
- Philipp Schlosser (Pfarrer, 1613) (Johann Philipp Schlosser; 1613–1675), deutscher Theologe und Pfarrer
- Philipp Schlosser (* 1968), deutscher Schachspieler
- Philipp Casimir Schlosser (Pfarrer, 1658) (1658–1712), deutscher Pfarrer, Theologe und Hochschullehrer
- Philipp Casimir Schlosser (Pfarrer, 1689) (1689–1758), deutscher Pfarrer und Schulleiter

### R
- Robert Schlosser (* 1953), deutscher Künstler
- Roland Schlosser (Polizist) (1948–2023), deutscher Polizeibeamter
- Roland Schlosser (Fechter) (* 1982), österreichischer Fechter
- Rudolf Schlosser (1880–1944), deutscher Quäker, Theologe und Pädagoge
- Rudolf Marwan-Schlosser (1914–1993), österreichischer Politiker (ÖVP)

### T
- Tanja Schlosser (* 2002), deutsche Motorradsportlerin
- Theodor Schlosser (1822–1907), österreichischer Apotheker
- Torsten Schlosser (* 1980), deutscher Komiker

### U
- Ursula Schlosser (* 1922), deutsche Verkäuferin und Politikerin, MdV

### V
- Vera Schlosser (1929–2018), Schweizer Sängerin (Sopran)

### W
- Walter Schlosser (Politiker, I), deutscher Politiker (SED), MdV
- Walter Schlosser (Politiker, 1936) (* 1936), deutscher Politiker (SPD), MdL Bayern
- Wilhelm von Schlosser (1820–1870), österreichischer Offizier
- Wolfhard Schlosser (1940–2022), deutscher Astronom